# Acridoschema allardi
Acridoschema allardi är en skalbaggsart som beskrevs av Teocchi 1989. Acridoschema allardi ingår i släktet Acridoschema och familjen långhorningar. Inga underarter finns listade i Catalogue of Life.